# Герхвайлер
Герхвайлер (нім. Herchweiler) — громада в Німеччині, розташована в землі Рейнланд-Пфальц. Входить до складу району Кузель. Складова частина об'єднання громад Кузель.
Площа — 2,85 км2. Населення становить 496 ос. (станом на 31 грудня 2020).